# New Zealand Democratic Party for Social Credit
The New Zealand Democratic Party for Social Credit (kort Democrats for Social Credit) är ett litet vänsterinriktat politiskt parti i Nya Zeeland som grundar sin ideologi och sin politik på social credit. Partiet är inte representerat i Nya Zeelands parlament, men hade en ledamot 1966 till 1969. 